# Neufra
Neufra es un municipio alemán perteneciente al distrito de  Sigmaringa en el estado federado de Baden-Wurtemberg. Consiste de la aldea principal Neufra (680 m s. n. m.) y del barrio Freudenweiler (830 m s. n. m.). En total, tiene unos 1889 habitantes y el territorio municipal comprende 2.838 ha.